# Oussivo
Oussivo är en ort i Komorerna.   Den ligger i distriktet Grande Comore, i den nordvästra delen av landet, 13 km norr om huvudstaden Moroni. Oussivo ligger 35 meter över havet och antalet invånare är 1 708. Den ligger på ön Grande Comore.
Terrängen runt Oussivo är huvudsakligen kuperad, men norrut är den platt. Havet är nära Oussivo åt nordväst. Runt Oussivo är det tätbefolkat, med 411 invånare per kvadratkilometer. Närmaste större samhälle är Moroni, 13,1 km söder om Oussivo. Omgivningarna runt Oussivo är en mosaik av jordbruksmark och naturlig växtlighet.